# Уракай Юлдашбаев
Уракай Юлдашбаев – предводитель Башкирского восстания 1704-1711, батыр и повстанец. Также и организовывал башкирское восстание вместе с Алдар-батыром.  По мнению башкирского историка, И. Г Акманова Уракай был из феодалов, активно действовал в 1707-1708 годах. 

## Биография
В 1694 году, Уракай и его люди были в Казахском ханстве и договоривались, что весной придут на слободы войною. Уракай был башкирским батыром и также участником восстания, преклонялся перед ханским внуком на реке Миасс: «ездил де он, Атаяк, с товарищи в полуторасте человеках навстречу против каракалпацкого ханского сына войною и встретили его в Урочищах у Чебаркуля озера и выслали из башкирских урочищ в свою землицу. И тот де ханов сын сказал им, что он каракалпацкого владельца внук, прислал де его к ним башкирцам дед его Кучюк хан по подзывке Нагайской дороги башкирцев Айдар бая да Уракая батыра». Также собирал с этим ханом войско и хотел пойти воевать на слободы. В 1709 году Алдар-батыр со своим соратником Уракаем, приглашал из Каракалпакстана хана, в Сибирской даруге Ырыс-мухаммет опирался на него и Уракай был предводителем Табынского улуса.